# 尖東駅

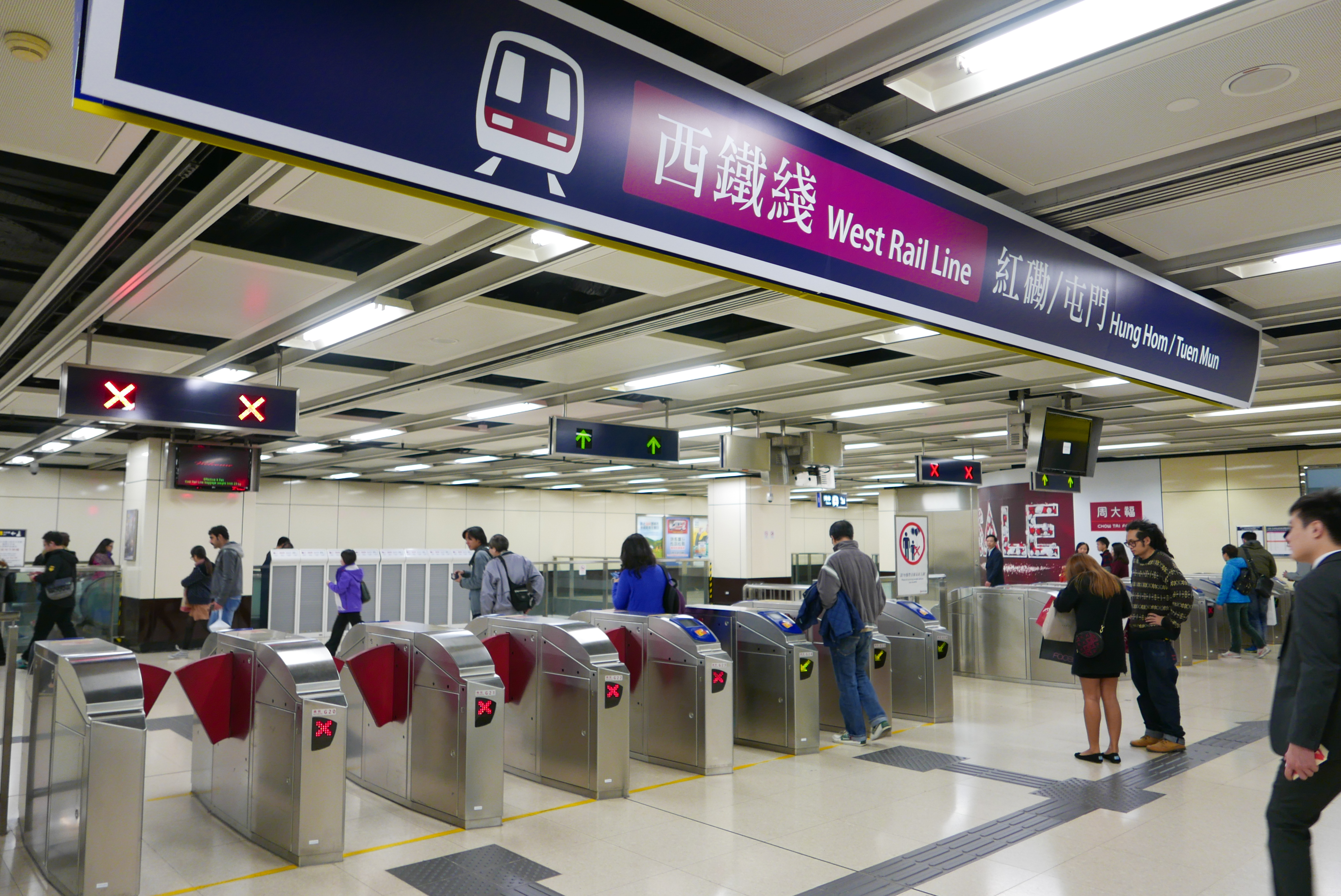
改札口

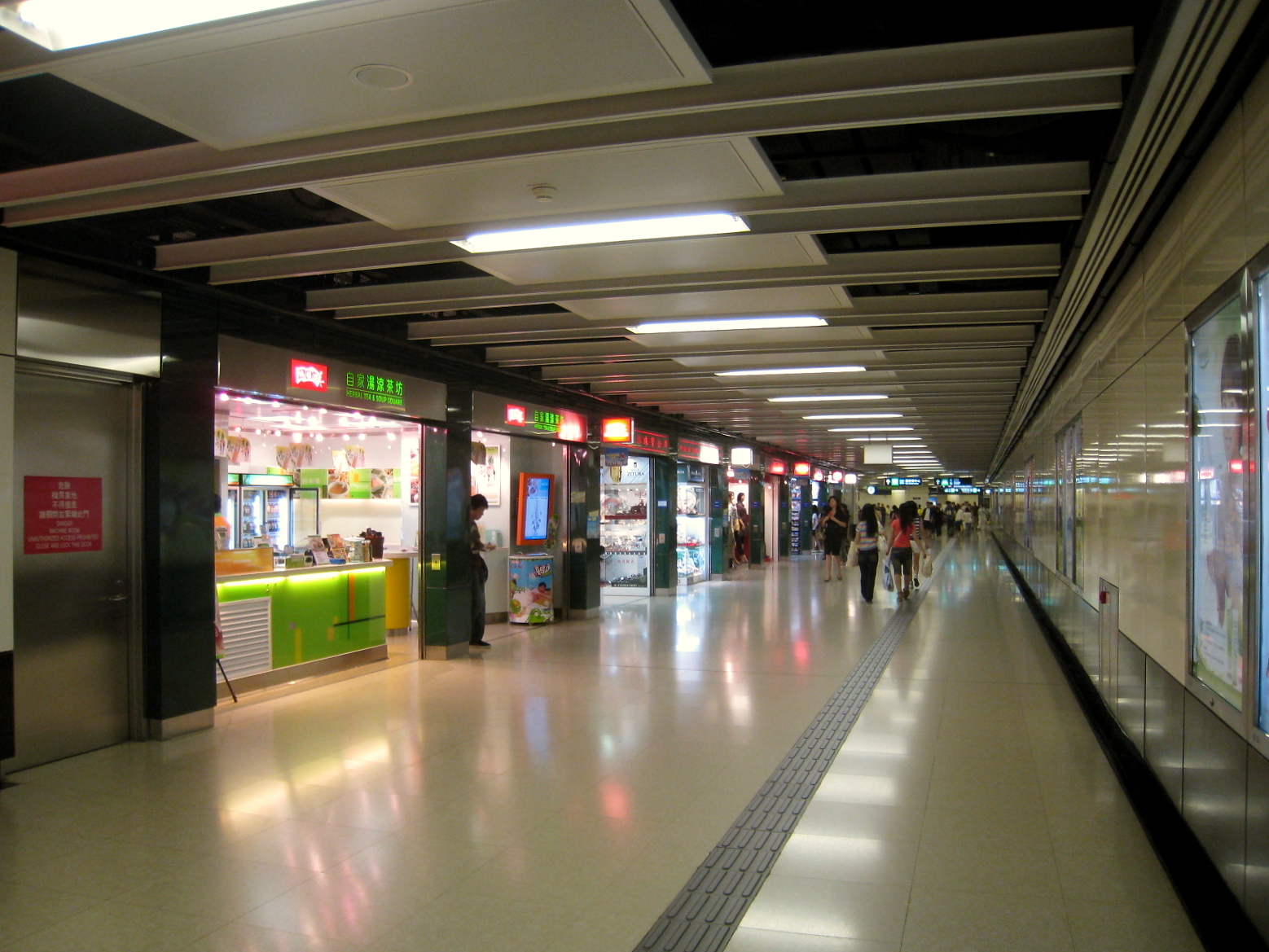
コンコース

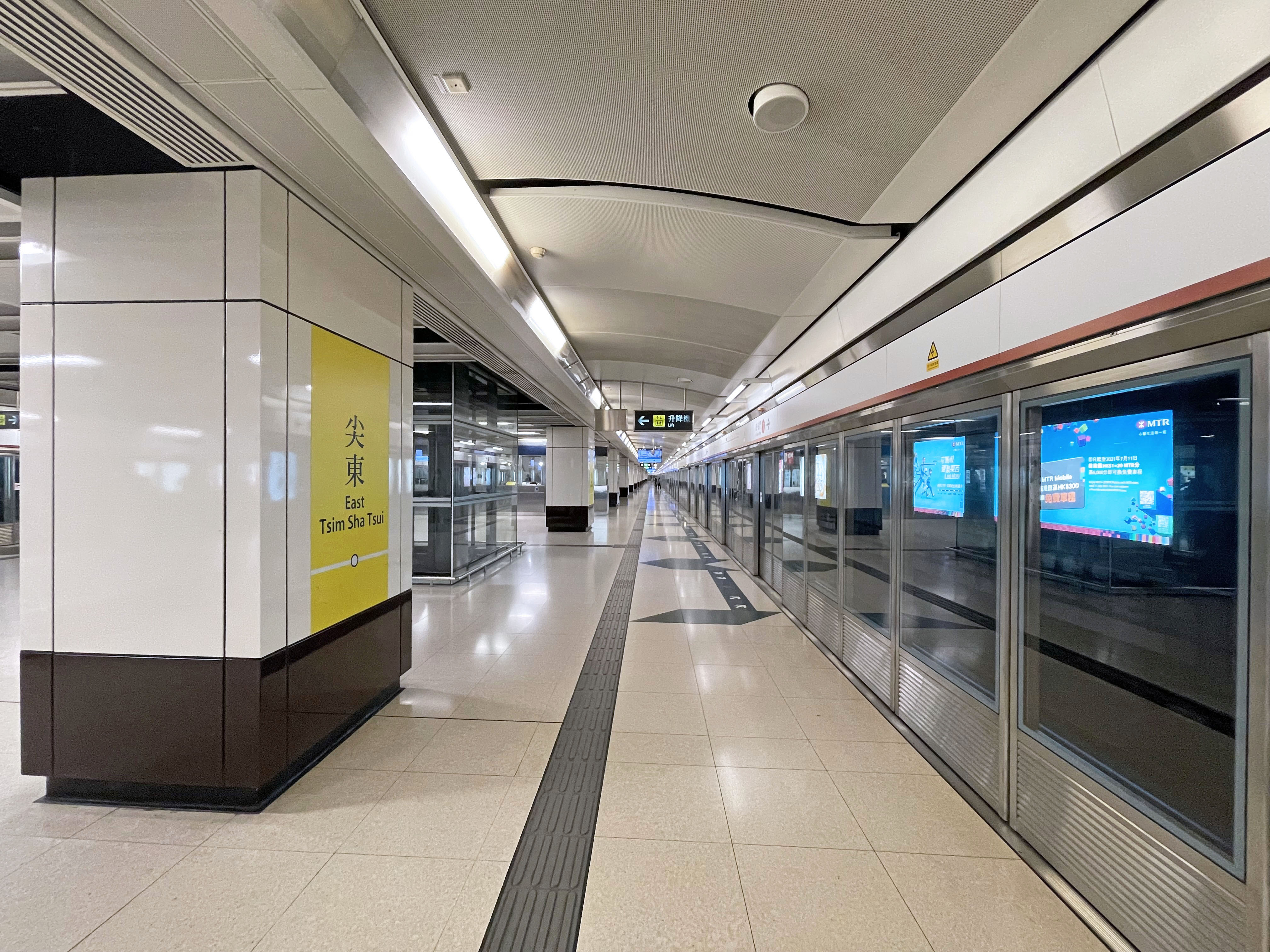
1番ホーム

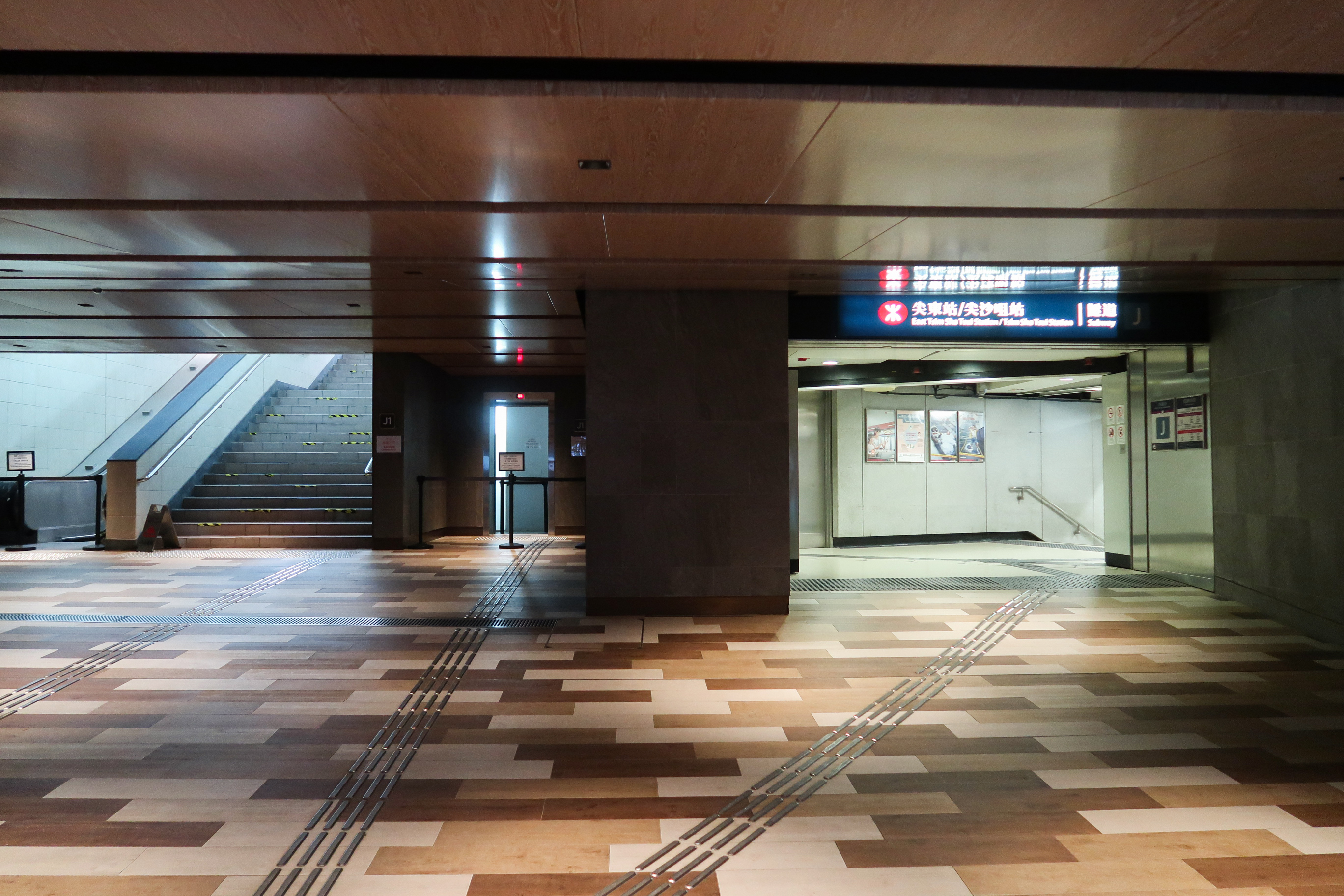
J出口

尖東駅（せんとうえき、ツィムトンえき）は、香港九龍油尖旺区にある香港鉄路（港鉄MTR）屯馬線（元東鉄線）の駅である。九広鉄路九広東鉄の紅磡駅からの延長工事の末、2004年10月24日に開業した。
なお、元々九広東鉄の終着駅は尖沙咀にあったが、駅の位置は以前のそれより東側に位置する。尖東駅は改札外地下通路で尖沙咀駅と結んでいる（歩行で約10分）、この点は中環駅と地下鉄香港駅の構造に似ている（中環駅と香港駅は改札内接続）。
2009年8月16日に西鉄線延伸区間（九龍南線）が開通し、西鉄線（現 屯馬線）の終点である南昌駅を経由して、屯門駅への直通運転が開始された。

## 利用可能な鉄道路線
- 香港鉄路 (MTR)
  - ■屯馬線
  - ■荃湾線 (尖沙咀駅)

## 駅構造
- 島式ホーム1面2線の地下駅。

### 駅階層
| Pk／PD 公園／テラス                   | -                          | 中間道児童遊楽場、尖沙咀東海浜平台花園                                                |
| G 地上                                | -                          | 出口、バスターミナル（公共交通機関乗換地点）                                          |
| C／S 改札階／歩行者用トンネル（隧道） | 改札                       | サービスセンター、トイレ                                                              |
| C／S 改札階／歩行者用トンネル（隧道） | 改札                       | キオスク、自動販売機、自動写真機                                                      |
| C／S 改札階／歩行者用トンネル（隧道） | 改札                       | ATM、電子ロッカー                                                                     |
| C／S 改札階／歩行者用トンネル（隧道） | 歩行者用トンネル           | 歩行者用トンネル接続■荃湾線尖沙咀駅、彌敦道、中間道、麼地道、河内道、尖沙咀東、尖沙咀 |
| P プラットホーム                      | ➊番線                      | ■屯馬線屯門方面→                                                                      |
| P プラットホーム                      | 島式ホーム、右側の扉が開く |                                                                                       |
| P プラットホーム                      | ➋番線                      | ←■屯馬線烏渓沙方面                                                                    |

## 駅周辺
新世界中心（New World Centre）の北側地下にあり、彌敦道(Nathan Road)周辺の繁華街や、香港地鉄 (MTR)の尖沙咀駅とはやや離れているが、地下道で結ばれている。また、スターフェリーの乗り場へは、徒歩で7～8分程度の距離がある。一方、スターフェリーの乗り場前にあるバスターミナルは、駅近くに移転の計画がある。
- 恵康（スーパーマーケット）
- 九龍香格里拉大飯店（カオルーン シャングリ・ラ 香港）
  - なだ万
- 香港麗晶酒店
- 香港百楽酒店（パークホテル香港、グランドパーク小樽系列）

## 歴史
- 2004年10月24日 - 東鉄線の駅として開業。
- 2009年8月16日 - 西鉄線延伸区間開業にともない西鉄線の駅となる。
- 2021年6月27日 - 屯馬線延伸区間開業にともない屯馬線の駅となる。

## 隣の駅
香港鉄路
■屯馬線
柯士甸駅 - 尖東駅 - 紅磡駅